# ایهالا کمبیا
ایهالا کمبیا (به لاتین: Ihala Keembiya) یک منطقهٔ مسکونی در سری‌لانکا است که در استان جنوبی (سری‌لانکا) واقع شده‌است.